# Glavne ceste v Sloveniji
Glavne ceste v Sloveniji so namenjene prometnemu povezovanju med pomembnejšimi središči regionalnega pomena; navezujejo se na ceste enake ali višje kategorije v državi in na cestne sisteme sosednjih držav; njihov sestavni del so tudi posebni priključki nanje, če so zgrajeni (Zakon o cestah). Glavna cesta ima v prostoru funkcijo tako daljinske kot povezovalne ceste.

## Zgodovina
Kategorizacija cest se je v preteklosti pogosto spreminjala. Tako so bile pomembnejše ceste v Sloveniji po vojni imenovane ceste I. reda, od leta 1971 dalje, so se imenovale magistralne ceste, od leta 1997 dalje pa velja pojem glavna cesta.

## Sistematika
Glavne ceste delimo na glavne ceste I. reda in glavne ceste II reda. Z glavnimi cestami upravlja in jih vzdržuje Direkcija RS za infrastrukturo (prej Direkcija Republike Slovenije za ceste (DRSC)), ki deluje kot organ v sestavi Ministrstva za infrastrukturo. Državne ceste so označene s tablico na razdalji vsakih 500 m.

## Lastnosti
Glavna cesta je namenjena vsem vrstam cestnega prometa, ima dvo- ali večpasovno vozišče z nivojskimi ali po potrebi izvennivojskimi križanji z ostalimi prometnicami in izvennivojska križanja z železniško progo. Na glavnih cestah v Sloveniji velja splošna omejitev hitrosti 90 km/h. V odvisnosti od terena so predvidene tudi druge projektne hitrosti in sicer za ravninski in gričevnat teren 90 km/h, za hribovit 70 km/h in gorski teren 60 km/h. Od tega so odvisni vsi ostali tehnični elementi glavne ceste kadar se načrtujejo rekonstrukcije. Za različne projektne hitrosti in funkcije ceste v prostoru je odvisna tudi širina voznega pasu in znaša od 2,75 m do 3,50 m. Sestavni del cestišča je tudi robni pas (širine 0,25 m do 0,50 m), bankina (širina 1,0 m do 1,5 m) ter elementi odvodnjavanja (koritnice, jarki, mulde). 
Z namenom preprečitve škodljivih vplivov posegov v prostor ob državni cesti, na državno cesto in prometa na njej je ob cestah varovalni pas, v katerem je raba prostora omejena. Ta znaša za glavne ceste 25 m. DRSC izdaja soglasja za posege v varovalni pas ceste za naslednje vode gospodarske javne infrastrukture (GJI): kanalizacija, vodovod, elektrovod, plinovod, toplovod in telekomunikacijski vod kot tudi transportne naprave (žičnice, trakovi). Priključki občinskih in nekategoriziranih cest ter individualni priključki morajo biti na glavnih cestah urejeni oziroma zgrajeni v skladu s soglasjem, ki ga izda DRSC. Križišča morajo biti urejena s pasovi za zavijanje, semaforji ali zgrajena kot krožišča. Na glavnih cestah morajo biti avtobusna postajališča izven vozišča.